# En Vogue
En Vogue je americká dívčí hudební skupina, respektive vokální kvartet, který se skládá z Terry Ellisové, Cindy Herronové, Maxine Jonesové, Dawn Robinsonové. Kapela se zformovala v Oaklandu, Kalifornii v roce 1989.

## Diskografie
- 1990 Born to Sing
- 1992 Funky Divas
- 1997 EV3
- 2000 Masterpiece Theatre
- 2004 Soul Flower
- 2018 Electric Café